# 지바 (사르데냐)
지바는 이탈리아 사르데냐 수드사르데냐도의 코무네이다.
이 섬의 남서부 술치스 지역에 위치한 이 코무네는 지바 본 마을과 서쪽으로 약 5 킬로미터 (3 mi) 떨어져 남쪽으로 마자이나스, 동쪽으로 피시나스, 북동쪽으로 빌라페루초, 북쪽으로 트라탈리아스, 북서쪽으로 산조반니수에르주와 접하는 빌라리오스로 구성되어 있다. 두 개의 국도인 SS195 "술치타나"와 SS293이 지바 영토를 가로지른다.